# Поліщук Ярослав Олексійович
Яросла́в Олексі́йович Поліщу́к (нар. 5 грудня 1960, с. Самостріли, нині Рівненський район, Рівненська область) — літературознавець, культуролог, краєзнавець.

## Життєпис
Народився в учительській сім'ї. Навчався на українській філології в Рівненському педагогічному інституті, учителював у місті Рівному. Від 1985 року донині викладає у вищій школі. Закінчив аспірантуру при Національному педагогічному університеті імені М. П. Драгоманова (1987—1990), де захистив кандидатську дисертацію «Філософська поезія Лесі Українки». Докторську дисертацію з української літератури та теорії літератури захистив в Інституті літератури імені Т. Г. Шевченка НАН України 2000 року. Тема праці - «Феномен міфу та міфологічний горизонт українського модернізму». Працював у вітчизняних та закордонних вишах: у Рівненському державному гуманітарному університеті (1985—2001), Яґеллонському університеті (2001—2011), Національному університеті «Острозька академія» (2007—2011), Київському університеті імені Бориса Грінченка (2011—2017). Із 2017 р. професор кафедри україністики Інституту російської та української філології Університету імені Адама Міцкевича в Познані (Польща).
З травня 2024 року член редакційної ради художньо-аналітичного альманаху «Кременецький культурний контекст».

## Наукові досягнення
Є автором понад 500 наукових та науково-популярних публікацій. На початковому етапі науково-творчої кар'єри розвивав краєзнавство Волині. Окремими виданнями вийшли науково-краєзнавчі книги «Шевченко і Ровенщина» (1987, 1988), «Література рідного краю» (1993), «Рівне: мандрівка крізь віки» (1998; друге, доп. вид. - 2009). Певний резонанс серед наукової громадськості здобула монографія «Міфологічний горизонт українського модернізму» (1998; друге, доп. вид. - 2002). Я. Поліщукові належить упорядкування та наукове редагування численних збірників наукових праць, зокрема «Волинські дороги Уласа Самчука» (1994), «Леся Українка і національна ідея» (1997), «„Касандра“ Лесі Українки та європейський модерн» (1998), «„Камінний господар“ Лесі Українки та феномен середньовіччя» (1998). За редакцією проф. Поліщука вийшло 10 томів наукового збірника «Актуальні проблеми сучасної філології», визнаного ВАК України (1995—2008). Як завідувавач кафедри української літератури Рівненського державного гуманітарного університету та науковий керівник Я. Поліщук упродовж 1992—2001 рр. виховав нове покоління учених-філологів та викладачів вищої школи (доктор філології Ірина Захарчук, кандидати філології Сергій Бабич, Василь Бурченя, Дмитро Кравець, Ірина Бестюк, Олександр Кирильчук, Надія Антипчук, Роман Ярошенко та ін.).
Успішно розбудовував галузь україністики за кордоном, працюючи професором Яґеллонського університету (Краків, Польща) та виховуючи докторантів і магістрантів. Упродовж 2005—2009 років у його літературознавчому семінарі захищено понад тридцять магістерських праць. Під керівництвом проф. Я. Поліщука було виконано та захищено дві докторські праці з україністики — Катажини Ґлінянович (Katarzyna Glinianowicz) та Павла Крупи (Paweł Krupa). Цей напрям реалізує також у Познанському університеті ім. Адама Міцкевича, провадячи заняття, спецкурси, консультації для україністів.
Учений виявив організаторські здібності в громадсько-культурній роботі, співпрацюючи в багатьох недержавних організаціях, зокрема в Українському фонді культури (член Правління УФК в Києві), Науковому товаристві ім. Т. Шевченка (був головою та заступником голови обласної організації), Міжнародній Асоціації Україністів (член та учасник багатьох конґресів МАУ, Міжнародній комісії з історії славістики (член з 2016 р.). Численні виступи в засобах масової інформації, а також на громадських зібраннях, ювілейних урочистостях тощо служать утвердженню української державності та провідних ідей сучасної гуманітаристики.
Сфера наукових зацікавлень ученого досить широка — україністика (історія літератури, критика), компаративістика, культурологія, методологія гуманітарних наук та теорія літератури. Однак незмінно в центрі його дослідницької уваги лишається красна словесність. Вартість наукового доробку Ярослава Поліщука підтверджують праці, що мають інноваційний характер та защеплюють нові підходи й інтердисциплінарні аспекти вивчення літератури та культури. Серед таких варто назвати монографії «Література як геокультурний проект» (2008), «Пейзажі людини» (2008), «Із дискурсів і дискусій» (2008), «РЕвізії пам'яті» (2011), «Гібридна топографія» (2018) та ін.

## Літературна творчість
Художні твори — нариси, есеї, фейлетони, вірші тощо — друкувалися на сторінках періодики.
Окрім публікацій у часописах, видав збірку есеїв «Мости і мілини» (2004), збірку поезії «НеПрозоРість» (2010).
У 2020 році в Чернівцях виходить книга «Пошуки Східної Європи: тіні минулого, міражі майбутнього».

## Відзнаки
Наукові праці та громадська діяльність Ярослава Поліщука були відзначені Міжнародною премією УФК імені Володимира Винниченка (2003), Міжнародною премією імені Миколи Гоголя (2010), Всеукраїнськими преміями імені Івана Огієнка (2005), імені Олександра Білецького (2009), імені Пантелеймона Куліша (2015), імені Михайла Коцюбинського (2022) у номінації «Науково-популярна література» за монографію «Краса у дзеркалах буття. Постать М. Коцюбинського в українській літературі», а також Почесною грамотою Міністерства освіти і науки України (2001), численними подяками.

## Рецензії
- Пастух БОГДАН, Львів. «Пейзажі людини» чи науковий натюрморт? [Архівовано 12 серпня 2017 у Wayback Machine.] (Поліщук Ярослав. Пейзажі людини. — Акта, 2008) // ВО 'Тризуб' ім. С.Бандери, Бандерівець
- Валентина Соболь, Донецьк/Варшава. Углиблюючись у літературні постаті нашої епохи [Архівовано 12 серпня 2017 у Wayback Machine.] / Ярослав Поліщук. Пейзажі людини. — Харків: Акта, 2008. — 346 с. Серія: Університетські лекції з компаративістики й історії літератури // interklasa.pl, Рідна мова — Рецензії